# Gippsicola robusta
Espèce
Gippsicola robusta est une espèce d'araignées aranéomorphes de la famille des Segestriidae.

## Distribution
Cette espèce est endémique d'Australie. Elle se rencontre  dans l'Est du Queensland et dans le Nord-Est de la Nouvelle-Galles du Sud.

## Description
Le mâle holotype mesure 10,08 mm et la femelle paratype 14,8 mm, les mâles mesurent de 6,64 à 11,12 mm et les femelles de 8,0 à 17,48 mm.

## Publication originale
- Giroti & Brescovit, 2017 : Revision of the spider genus Gippsicola Hogg, 1900 (Araneae: Segestriidae). Zootaxa, no 4227(3), p. 390-406.